# Ted Billings
Ted Billings (n. 7 aprilie 1880, Londra, Regatul Unit al Marii Britanii și Irlandei – d. 5 iulie 1947, Los Angeles, California, SUA) a fost un actor american. Născut la Londra, Anglia, la 7 aprilie 1880, Billings și-a făcut debutul în film în rolul Vrăjitorului, în 1917, în filmul mut fantastic The Babes in the Woods, în care au jucat Francis Carpenter și Virginia Lee Corbin în rolul lui Hansel și Gretel. De-a lungul carierei sale, Billings a apărut în peste 100 de filme, în mare parte în roluri nenumite, necreditate.
Unele dintre cele mai notabile filme în care a jucat sunt: în rolul principal lui Ludwig în 1935, în Bride of Frankenstein, cu Boris Karloff; în versiunea din 1937 a The Prince and the Paper, cu Errol Flynn, Claude Rains și Billy și Bobby Mauch; în Stagecoach (1939), cu John Wayne și Claire Trevor;  în Doamna Miniver (1942), cu Greer Garson și Walter Pidgeon; în comedia cu Bob Hope, The Princess and the Pirate;  și în comedia clasică din 1947, The Secret Life of Walter Mitty, cu Danny Kaye și Virginia Mayo.
Apariția sa finală pe ecran a fost într-un rol secundar, minor, nenumit în Forever Amber, regizat de Otto Preminger, cu actorii Linda Darnell și Cornel Wilde; filmul a fost lansat în octombrie 1947, la trei luni după moartea lui Billings la 5 iulie 1947.

## Filmografie selectată
- The Babes in the Woods (1917)
- The Prisoner of Zenda (1922) (film debut)
- Robin Hood (1922)
- Disraeli (1929)
- Moby Dick (1930)
- Frankenstein (1931)
- Murders in the Rue Morgue (1932)
- Sherlock Holmes (1932)
- Cavalcade (1933)
- The Invisible Man (1933)
- The Man Who Reclaimed His Head (1934)
- Clive of India (1935)
- The Bride of Frankenstein (1935)
- Bonnie Scotland (1935)
- Captain Blood (1935)
- The Invisible Ray (1936)
- Dodsworth (1936)
- The Prince and the Pauper (1937)
- A Christmas Carol (1938)
- Mr. Moto's Last Warning (1939)
- Stagecoach (1939)
- The Man in the Iron Mask (1939)
- The Adventures of Sherlock Holmes (1939)
- Tower of London (1939)
- The Earl of Chicago (1940)
- Abe Lincoln in Illinois (1940)
- The Son of Monte Cristo (1940)
- Man Hunt (1941)
- Dr. Jekyll and Mr. Hyde (1941)
- Shadow of the Thin Man (1941)
- Sullivan's Travels (1941)
- Mrs. Miniver (1942)
- Tales of Manhattan (1942)
- The Voice of Terror (1942)
- Sherlock Holmes and the Secret Weapon (1942)
- Mission to Moscow (1943)
- Flesh and Fantasy (1943)
- The Song of Bernadette (1943)
- Jane Eyre (1943)
- The Lodger (1944)
- The Scarlet Claw (1944)
- The Princess and the Pirate (1944)
- Belle of the Yukon (1944)
- The Invisible Man's Revenge (1944)
- Hangover Square (1945)
- The Body Snatcher (1945)
- Tarzan and the Leopard Woman (1946)
- Bedlam (1946)
- Dressed to Kill (1946)
- Dangerous Money (1946)
- The Razor's Edge (1946)
- The Secret Life of Walter Mitty (1947)
- Forever Amber (1947) (ultimul său film)